# 2016 FZ59
2016 FZ59, também escrito como 2016 FZ59, é um objeto transnetuniano que está localizado no cinturão de Kuiper, uma região do Sistema Solar. Ele possui uma magnitude absoluta de 7,4 e tem um diâmetro estimado de 146 km.

## Descoberta
2016 FZ59 foi descoberto no dia 30 de março de 2016 pelo DECam.

## Órbita
A órbita de 2016 FZ59 tem uma excentricidade de 0,145 e possui um semieixo maior de 44,202 UA. O seu periélio leva o mesmo a uma distância de 37,791 UA em relação ao Sol e seu afélio a 50,612 UA.